# Amado Carrillo Fuentes
Amado Carrillo Fuentes (Guamúchil, 17 dicembre 1956 – Città del Messico, 7 luglio 1997) è stato un criminale messicano e signore della droga che prese il controllo del cartello di Juárez dopo aver assassinato il suo boss Rafael Aguilar Guajardo.
Amado Carrillo Fuentes divenne noto come Il Signore dei Cieli (in spagnolo El Señor de los Cielos) per via dell'imponente flotta di aerei che utilizzava per trasportare la droga. Era anche noto per il riciclaggio di denaro in Colombia per finanziare la sua flotta di aerei. La DEA ha definito Carrillo Fuentes come uno dei più importanti narcotrafficanti della sua epoca.
Ritenuto essere uno dei più ricchi criminali della storia, con patrimonio netto stimato in 25 miliardi di dollari, morì in un ospedale messicano dopo essere stato sottoposto a un'ampia chirurgia plastica per cambiare il suo aspetto. Nei suoi ultimi giorni, Carrillo Fuentes era ricercato dalle autorità messicane e statunitensi.

## Biografia
Carrillo era figlio di Walter Vicente Carrillo Vega e Aurora Fuentes, nato a Guamuchilito, Navolato, Sinaloa, Messico. Aveva undici fratelli. Carillo era il nipote di Ernesto Fonseca Carrillo, anche noto come "Don Neto" e capo del Cartello di Guadalajara. Amado iniziò la sua carriera nel business della droga sotto la guida di suo zio Ernesto, e in seguito fece entrare nel giro anche i suoi fratelli e suo figlio, Vicente José Carrillo Leyva. Il padre di Carrillo morì nell'aprile 1986, e suo fratello, Cipriano Carrillo Fuentes, morì nel 1989 in circostanze misteriose.
Inizialmente, Carrillo faceva parte del Cartello di Guadalajara, inviato a Ojinaga, Chihuahua, per sorvegliare le spedizioni di cocaina di suo zio, Ernesto Fonseca Carrillo ("Don Neto"), ed acquisire conoscenze sulle operazioni al confine da Pablo Acosta Villarreal ("El Zorro de Ojinaga", "La Volpe di Ojinaga") e Rafael Aguilar Guajardo. In seguito, Carrillo collaborò con Pablo Escobar e il Cartello di Cali, trasportando la droga dalla Colombia al Messico e negli Stati Uniti. Collaborò anche con "El Chapo" (Joaquín Guzmán Loera), la famiglia Arellano Felix, e l'organizzazione Beltran Leyva. Durante la sua carriera, Carrillo costruì un impero della droga del valore plurimiliardario.
La pressione per catturare Carrillo si intensificò tra le autorità statunitensi e messicane dopo che gli abitanti dello stato di Morelos iniziarono delle proteste contro il governatore Jorge Carrillo Olea e i suoi presunti legami con le violenze legate al traffico di droga. Carrillo Fuentes possedeva una casa a tre isolati di distanza dalla residenza ufficiale del governatore, e ospitava regolarmente feste con svariati ospiti narcotrafficanti nel comune di Tetecala. Il Governatore Carrillo Olea fu obbligato a dimettersi e venne in seguito arrestato; questo genere di pressione potrebbe aver convinto Carrillo Fuentes, il 7 luglio 1997, a sottoporsi ad un'ampia chirurgia plastica facciale e ad una liposuzione addominale per cambiare il suo aspetto, svoltasi presso l'Ospedale Santa Mónica a Città del Messico. Tuttavia, egli morì durante l'operazione a causa di alcune complicanze, pare causate da certi medicinali o da un respiratore malfunzionante (ci sono pochi documenti riguardo alle cause della sua morte).
Due delle guardie del corpo di Carrillo erano presenti in sala operatoria durante l'operazione. Il 7 novembre 1997, i due medici che eseguirono l'intervento su Carrillo vennero trovati morti, sepolti da cemento dentro botti di ferro. I loro corpi mostravano evidenti segni di tortura.

## Il Cartello di Juàrez dopo Carrillo
La notte del 3 agosto 1997, intorno alle 21:30, quattro trafficanti di droga entrarono in un ristorante a Ciudad Juárez, tirarono fuori le loro armi e aprirono il fuoco su cinque commensali, uccidendoli all'istante. La polizia ha stimato che più di 100 bossoli di proiettile furono trovati sulla scena del crimine. Secondo un rapporto pubblicato dal Los Angeles Times, quattro uomini entrarono nel ristorante portando almeno due fucili automatici AK-47, mentre altri si fermarono sull'uscio.
Uscendo, gli uomini armati fecero un'altra vittima, Armando Olague, un funzionario della prigione e agente delle forze dell'ordine fuori servizio che venne ucciso appena fuori dal ristorante dopo che era uscito da un bar vicino per indagare sulla sparatoria. Secondo quanto riferito, Olague si era avvicinato al ristorante dall'altra parte della strada con una pistola in mano per controllare il trambusto. In seguito si scoprì che Olague era anche un noto luogotenente del cartello di Juarez.
Le autorità messicane hanno rifiutato di commentare i motivi dell'omicidio, affermando che la sparatoria non era legata alla morte di Carrillo. Ciò nonostante, è stato successivamente dichiarato che gli autori erano uomini armati del cartello di Tijuana.
Anche se gli scontri tra narcotrafficanti erano comuni a Ciudad Juàrez, raramente si verificavano in luoghi pubblici. Quello che è successo nel ristorante ha minacciato di inaugurare una nuova era di violenza tra Cartelli.
A Ciudad Juárez, il PGR ha sequestrato magazzini che credevano il cartello utilizzasse per immagazzinare armi e cocaina. Hanno anche sequestrato oltre 60 immobili in tutto il Messico appartenenti a Carrillo e hanno avviato un'indagine sui suoi rapporti con la polizia e alcuni funzionari governativi. I funzionari hanno anche congelato conti bancari per un importo di 10 miliardi di dollari appartenenti a Carrillo. Nell'aprile 2009, le autorità messicane arrestarono il figlio di Carillo, Vicente Carrillo Leyva.